# Леде
Леде (на нидерландски: Lede) е селище в Северна Белгия, окръг Алст на провинция Източна Фландрия. Населението му е около 18 600 души (2018).